# Spišské Vlachy
Spišské Vlachy (mađ. Szepesolaszi, njem. Wlachi, Wlachy or Wallendorf) je grad u Košičkom kraju u središnjem djelu istočne Slovačkoj. Grad upravno pripada Okrugu Spišská Nová Ves. Pridjev "Spišské" se koristi kako bi se razlikovao od šest ostalih gradova koji su bili na popisu za plaćanje poreza 1828. godine. 

## Zemljopis
Grad se smjestio sjeverno od rijeke Hornád, udaljen je 20 km istočno od Spišske Nove Vesi, a oko 42 km sjeverozapadno od Košica. Nalazi se na 389 metara nadmorske visine i ima umjerenu klimu. Prosječna temperatura u gradu je 6 °C. A godišnja količina oborina je 650 milimetara.

## Povijest
Spišské Vlachy se prvi puta spominju 1243. godine. Godine 1992. naselje je ponovo dobio status grada.

## Stanovništvo
| Godina:     | 1993. | 2003.   | 2013.   | 2023.   |
| ----------- | ----- | ------- | ------- | ------- |
| Broj ljudi: | 3426  | 3550    | 3595    | 3300    |
| Razlika:    |       | +3,61 % | +1,26 % | -8,20 % |

| Godina:     | 2022. | 2023.   |
| ----------- | ----- | ------- |
| Broj ljudi: | 3326  | 3300    |
| Razlika:    |       | -0,78 % |

Grad je 2006. godine imao 3622 stanovnika.

### Etnički sastav
- Slovaci – 97,8 %
- Romi – 1,5 %
- Česi – 0,4 %.

### Religija
- rimokatolici – 89,9 %
- ateisti – 4,1 %
- luterani – 1,6 %
- grkokatolici – 1,1 %.

(etnički sastav i religija su prema službenome popisu stanovništva iz 2001. godine)

## Gradovi prijatelji
- Kisújszállás, Mađarska
- Tymbark, Poljska
- Havlíčkův Brod, Češka

## Vanjske poveznice
- Službena stranica grada

### Ostali projekti
|  | Zajednički poslužitelj ima još gradiva o temi Spišské Vlachy |